# Зігграбен
Зігграбен (нім. Sieggraben) — громада (нім. Gemeinde) в Австрії, у федеральній землі Бургенланд. Входить до складу округу Маттерсбург. Площа  17,69 км².
Громада налічує 1258 мешканців. Густота населення 71,11 осіб/км².  

## Політична ситуація
Бургомістр громади — Фінценц Йобст (АНП) за результатами виборів 2007 року.
Рада представників громади (нім. Gemeinderat) має 19 місць.
- АНП — 11 місць.
- СДПА — 8 місць.

## Виноски
- Офіційна сторінка [Архівовано 19 березня 2018 у Wayback Machine.](нім.)